# دوري غوام لكرة القدم 2012–13
دوري غوام لكرة القدم 2012–13 هو موسم من دوري غوام لكرة القدم. فاز فيه Quality Distributors ‏.